# Fred Kelly
Frederick Warren (Fred) Kelly  (Beaumont (Californië), 12 september 1891 - Medford (Oregon), 7 mei 1974) was een Amerikaans hordeloper.

## Loopbaan
Kelly won tijdens de Olympische Spelen van 1912 de gouden medaille op de 110 m horden in een tijd van 15,1 s. In 1916 liep Kelly zijn persoonlijke record van 14,6. Kelly nam in 1912 ook deel aan het honkbal tijdens de Spelen in Stockholm. Dit was een demonstratiewedstrijd tegen een Zweedse honkbalclub.

## Titels
- Olympisch kampioen 110 m horden - 1912
- Amerikaans kampioen 120 yd horden - 1913

## Persoonlijk record
| Onderdeel    | Prestatie | Datum |
| ------------ | --------- | ----- |
| 110 m horden | 14,6 s    | 1916  |

## Palmares

### 110 m horden
- 1912:  OS - 15,1 s

### 120 yd
- 1913:  Amerikaanse kamp. - 16,4 s
- 1916:  Amerikaanse kamp. - ?
- 1919:  Amerikaanse kamp. - ?

1896: Tom Curtis ·
1900: Alvin Kraenzlein ·
1904: Frederick Schule ·
1908: Forrest Smithson ·
1912: Fred Kelly ·
1920: Earl Thomson ·
1924: Daniel Kinsey ·
1928: Sydney Atkinson ·
1932: George Saling ·
1936: Forrest Towns ·
1948: William Porter ·
1952: Harrison Dillard ·
1956: Lee Calhoun ·
1960: Lee Calhoun ·
1964: Hayes Jones ·
1968: Willie Davenport ·
1972: Rod Milburn ·
1976: Guy Drut ·
1980: Thomas Munkelt ·
1984: Roger Kingdom ·
1988: Roger Kingdom ·
1992: Mark McKoy ·
1996: Allen Johnson ·
2000: Anier García ·
2004: Liu Xiang ·
2008: Dayron Robles ·
2012: Aries Merritt ·
2016: Omar McLeod ·
2020: Hansle Parchment ·
2024: Grant Holloway
- Bibliothèque nationale de France: cb16970007d (data)
- International Standard Name Identifier: 0000 0004 5100 8547
- Virtual International Authority File: 316738426